# نيل ووكر (مدرس)
نيل ووكر (بالإنجليزية: Neil Walker)‏ هو مدرس بريطاني، ولد في 5 يوليو 1960.